# The Material
I The Material sono un gruppo musicale statunitense di San Diego, California. Formatosi nel 2007, la band è stata pubblicata su MTV e la loro canzone "Moving to Seattle" è disponibile per il videogioco Rock Band.
Nel 2011 è stato realizzato un progetto collaterale intitolato 'With Beating Hearts', con un EP a cinque tracce pubblicato in ottobre.
In seguito sono stati pubblicati su Spotify e hanno riscosso un successo positivo.

## Discografia

### EP
-Tomorrow
-To Weather the Storm
-Acoustic Sessions

### Album in studio
-What We Are
-Everything I Want To Say